# Logbaba
Logbaba est un quartier de la commune d'arrondissement de Douala III dans la région du Littoral au Cameroun. Le quartier abrite une partie de la zone industrielle de Douala-Bassa. Les quartiers limitrophes sont Nyalla, Ndogpassi, Ndokoti et PK8.

## Institutions
- Mairie de Douala III[1]
- Commissariat 11e de Logbaba
- Commissariat Central N°2
- Sous-préfecture de Douala 3e

## Économie
- Centrale Thermique de Logbaba[2]
- Centrale à Gaz de Logbaba[3]
- MAGZI
- Laboratoire Biopharma
- Prométal
- SANO Water
- Sincatex

## Santé

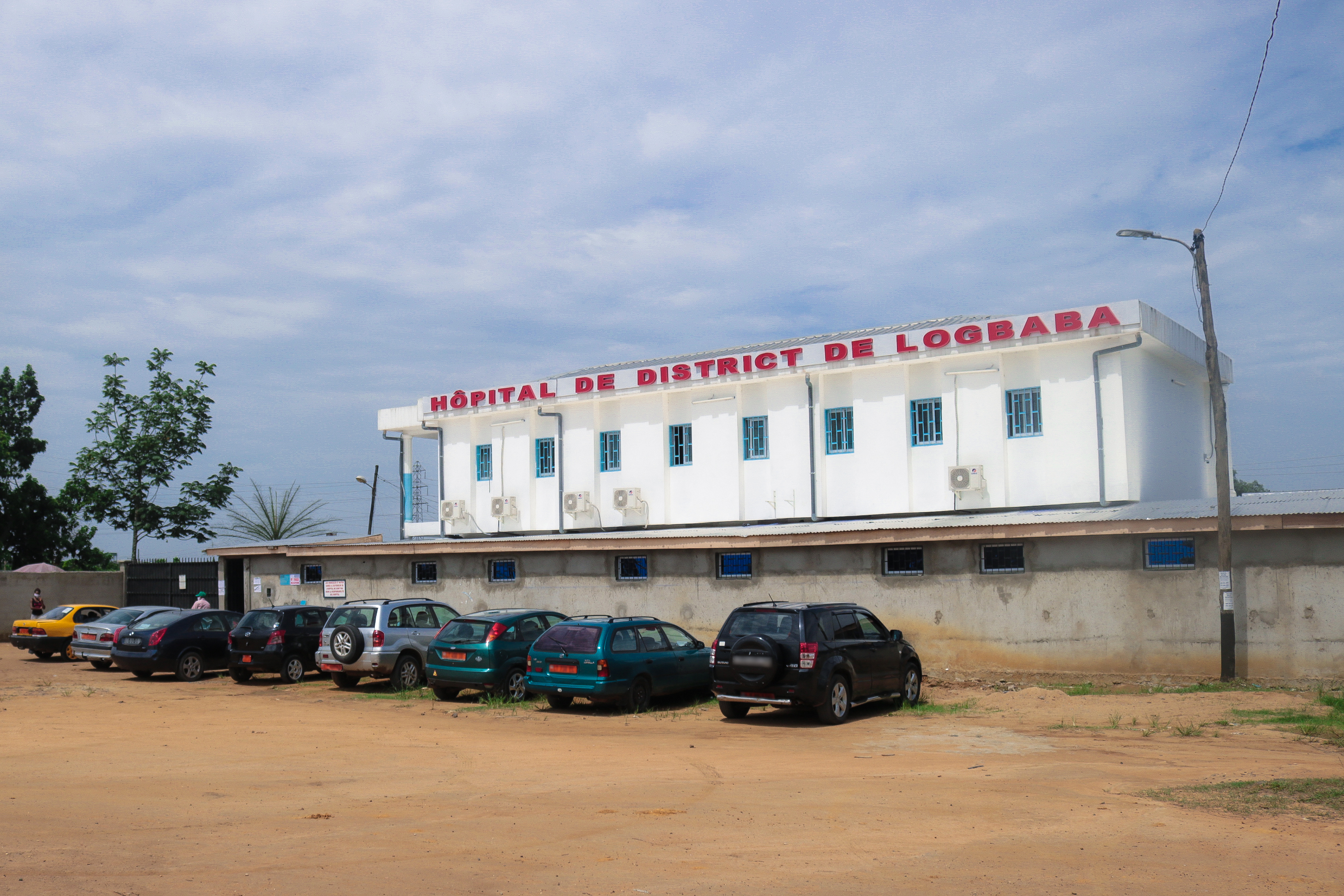
HOPITAL DE DISTRICT DE LOGBABA

- Hôpital de District de Logbaba
- Hôpital des Sœurs Jean Paul II

## Éducation
- École publique de Ndogmbe

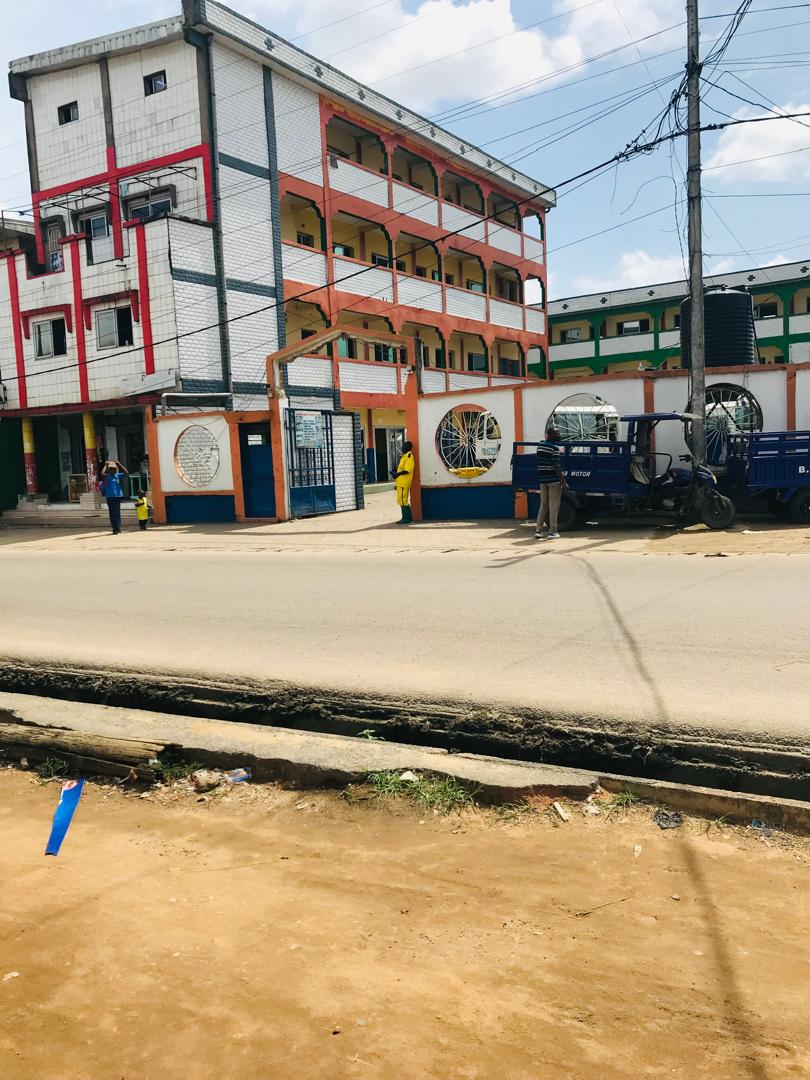
Logbaba École les Bergeronnettes - Douala,Cameroun

- École Catholique Bilingue Saint Thomas
- Groupe Scolaire la Perche
- École la Réussite de l'Avenir
- École les Bergeronnettes